# Espagne aux Jeux olympiques d'hiver de 1998
L'Espagne participe aux Jeux olympiques d'hiver de 1998, organisés à Nagano au Japon. Ce pays prend part à ses quinzièmes Jeux olympiques d'hiver. Douze athlètes espagnols, sept hommes et cinq femmes, prennent part à la manifestation. La délégation espagnole ne remporte pas de médaille.

## Athlètes engagés

### Patinage artistique
| Athlète       | SP | FS | TFP  | Rang |
| ------------- | -- | -- | ---- | ---- |
| Marta Andrade | 24 | 22 | 34.0 | 22   |

### Ski alpin

#### Femmes
| Athlète                     | Épreuve      | Manche 1        | Manche 2        | Total           | Total |
| Athlète                     | Épreuve      | Temps           | Temps           | Temps           | Rang  |
| --------------------------- | ------------ | --------------- | --------------- | --------------- | ----- |
| Ainhoa Ibarra               | Slalom géant | N'a pas terminé | –               | N'a pas terminé | –     |
| Ana Galindo Santolaria      | Slalom géant | N'a pas terminé | –               | N'a pas terminé | –     |
| María José Rienda Contreras | Slalom géant | 1 min 21 s 57   | 1 min 33 s 97   | 2 min 55 s 54   | 12    |
| Mónica Bosch                | Slalom       | 47 s 89         | N'a pas terminé | N'a pas terminé | –     |
| María José Rienda Contreras | Slalom       | 47 s 73         | 48 s 73         | 1 min 36 s 46   | 14    |

### Ski de fond

#### Hommes
| Épreuve            | Athlète              | Course            | Course |
| Épreuve            | Athlète              | Temps             | Rang   |
| ------------------ | -------------------- | ----------------- | ------ |
| 10 km C            | Diego Ruiz           | 34 min 17 s 3     | 87     |
| 10 km C            | Álvaro Gijón         | 33 min 02 s 7     | 82     |
| 10 km C            | Jordi Ribó           | 30 min 45 s 0     | 54     |
| 10 km C            | Juan Jesús Gutiérrez | 29 min 29 s 0     | 33     |
| 15 km poursuite1 L | Juan Jesús Gutiérrez | N'a pas terminé   | –      |
| 15 km poursuite1 L | Diego Ruiz           | 51 min 09 s 2     | 65     |
| 15 km poursuite1 L | Álvaro Gijón         | 49 min 49 s 2     | 62     |
| 15 km poursuite1 L | Jordi Ribó           | 47 min 27 s 3     | 54     |
| 50 km L            | Juan Jesús Gutiérrez | N'a pas terminé   | –      |
| 50 km L            | Haritz Zunzunegui    | N'a pas terminé   | –      |
| 50 km L            | Álvaro Gijón         | 2 h 20 min 24 s 7 | 42     |
| 50 km L            | Jordi Ribó           | 2 h 16 min 04 s 8 | 25     |

1 Retard basé sur les résultats du 10 kilomètres. 

C = Style classique, L = Style libre
Relais hommes 4 × 10 kilomètres
| Athlètes                                                | Course            | Course |
| Athlètes                                                | Temps             | Rang   |
| ------------------------------------------------------- | ----------------- | ------ |
| Jordi Ribó Diego Ruiz Juan Jesús Gutiérrez Álvaro Gijón | 1 h 49 min 27 s 9 | 19     |

### Snowboard
Halfpipe hommes
| Athlète         | Tour de qualification 1 | Tour de qualification 1 | Tour de qualification 2 | Tour de qualification 2 | Finale            | Finale            |
| Athlète         | Points                  | Rang                    | Points                  | Rang                    | Points            | Rang              |
| --------------- | ----------------------- | ----------------------- | ----------------------- | ----------------------- | ----------------- | ----------------- |
| Sergio Bartrina | 27,5                    | 33                      | 37,4                    | 13                      | N'a pas participé | N'a pas participé |
| Íker Fernández  | 36,9                    | 12                      | 37,9                    | 11                      | N'a pas participé | N'a pas participé |